# Františkánský klášter (Hejnice)
Františkánský klášter je barokní stavba, která součástí poutního komplexu s bazilikou Navštívení Panny Marie ve městě Hejnice v okrese Liberec ve stejnojmenném kraji. Klášter je kulturní památkou, ve které od roku 2001 sídlí Mezinárodní centrum duchovní obnovy, které se v říjnu 2020 přejmenovalo na Klášter Hejnice - vzdělávací, konferenční a poutní dům.[zdroj?]

## Historie

### Poutní místo

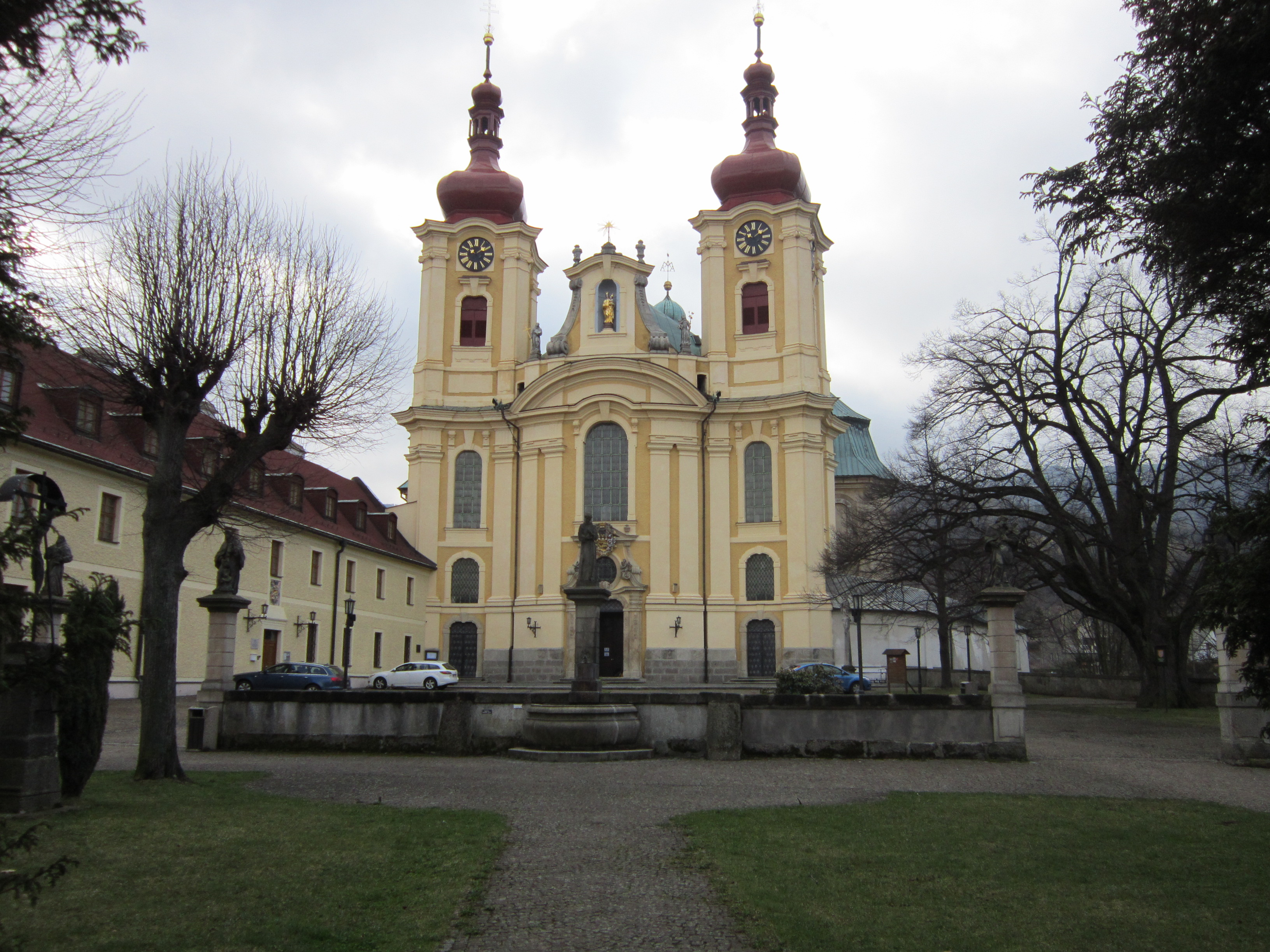
Klášterní bazilika Navštívení Panny Marie

Hejnický klášter byl založen roku 1692 při poutním gotickém kostele vystavěném již ve 14. století, kde se dle zdejší legendy chudému řemeslníkovi měli ve snu zjevit dva andělé. První písemná zmínka o zdejším kostele je z roku 1364 a v téže době přicházejí do Hejnic poutníci ze širokého okolí.
V roce  1558 prodal císař Ferdinand I. panství protestantskému šlechtickému rodu Redernů, který podle říšského práva Cuius regio, eius religio nechal všechny kostely na svém panství změnit na protestantské. Hejnický kostel se však rozhodli kvůli četným katolickým poutím z okolních panství uzavřít. Kostel poté chátral a vyhořel, soška Panny Marie však zkáze ušla díky tomu, že ji převezli do libereckého zámku.
Kostel nechal znovu otevřít až generalissimus císařské armády vévoda Albrecht z Valdštejna, jenž panství získal  roce 1622. V té době začal stálý velký nárůst počtu poutníků, kteří do zdejšího kostela přicházeli. Když byl vévoda z Valdštejna v Chebu roku 1634 zavražděn, zdejší panství roku 1636 získali Gallasové.

### Založení kláštera
Právě hrabě František Ferdinand z Gallasu se rozhodl iniciovat založení kláštera a pozvat na své panství řádové bratry františkány. Pod správou Gallasů (pozdějších Clam-Gallasů) dosáhla proslulost Hejnic vrcholu. Na některých poutích se v té době sešlo údajně až 7000 věřících. Roční návštěvnost místa se v 17. století pohybovala okolo 80 000 poutníků[1][2] a dále jich přibývalo, proto se hrabě František Ferdinand z Gallasu v roce 1692 rozhodl založit zde klášter, aby mniši posloužili poutníkům jak po stránce duchovní, tak i hmotné.
Výstavba čtvercového kláštera probíhala v letech 1692–1696 podle návrhu česko-italského architekta jménem Marco Antonio Canevalle. Když hrabě František Ferdinand dne 4. ledna 1697 zemřel, pokračovala v rozšiřování komplexu jeho manželka Johana Emerenciána.
Pod místem zjevení byla roku 1698 pod dohledem Jana Václava z Gallasu zbudována třídílná rodinná hrobka. Jedna z krypt patří rodu Gallasů, druhá jejich nástupníkům Clam-Gallasům a třetí řádovým bratřím z řad františkánů.

### Zrušení a obnova kláštera

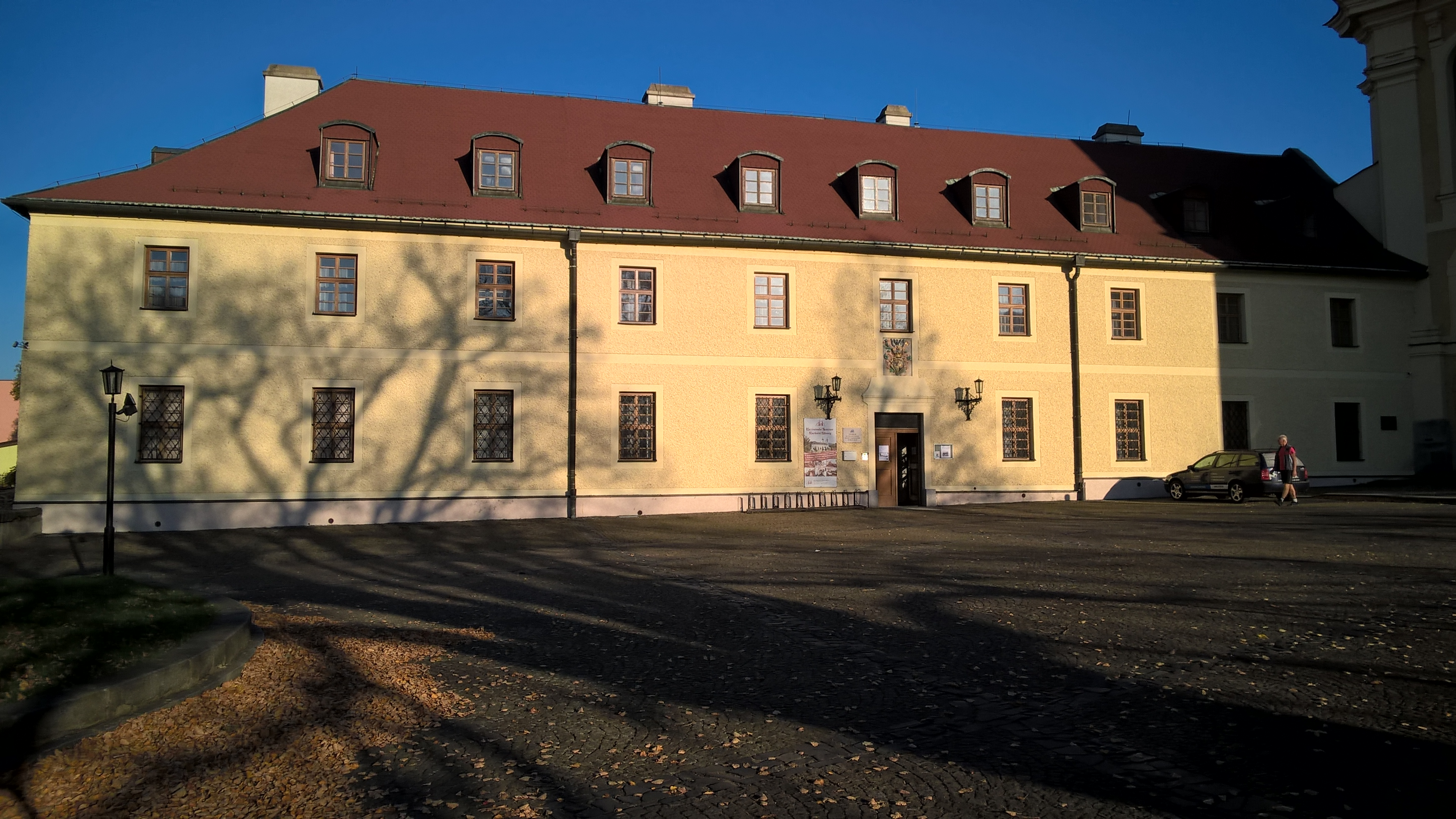
Budova františkánského kláštera, sídlo Mezinárodního centra duchovní obnovy

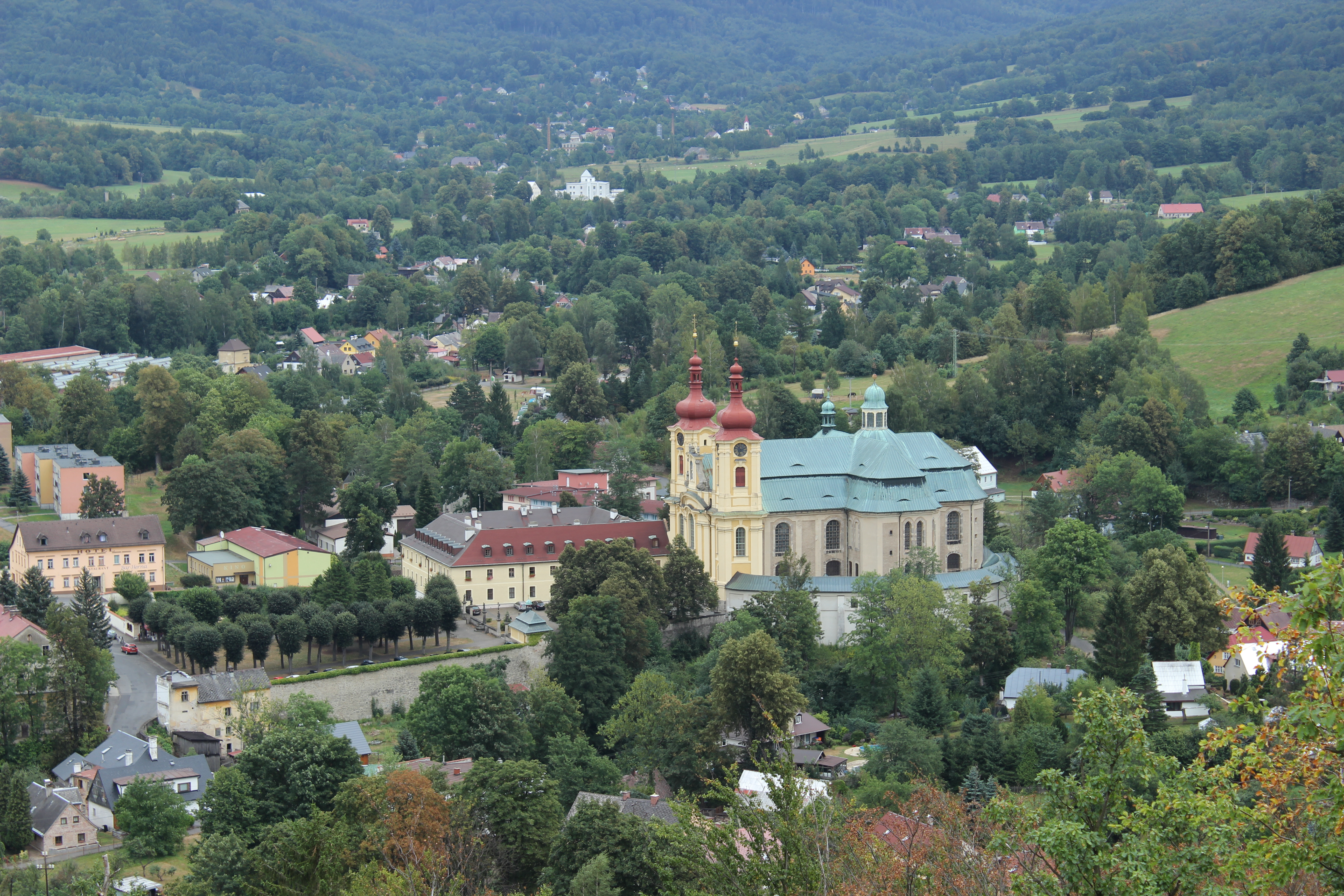
Pohled na areál kláštera z Poustevníkova kamene

Roku 1950 byl klášter zrušen a přeměněn na místo internace a poté centralizace pro mužské duchovní z celé republiky. Během 50. a 60. let sloužil jako ubytovací pro řeholní sestry, které odtud odcházely pracovat do místní porcelánky a textilky. Z kláštera se v 70. letech 20. století stala ruina a do kostela samotného zatékalo.
V roce 1990 došlo za nového faráře Miloše Rabana k celkové rekonstrukci kláštera a jeho přeměně na „Mezinárodní centrum duchovní obnovy“. Opravenou budovu kláštera pak znovu požehnal 5. ledna 2001 zástupce Svatého stolce apoštolský nuncius arcibiskup Giovanni Coppa.

### Program záchrany architektonického dědictví
V rámci Programu záchrany architektonického dědictví bylo v letech 1995-2014 na opravu památky čerpáno 11 100 000 Kč.
| rok    | 1995  | 1996  | 1997  | 1998  | 1999 | 2000  |
| ------ | ----- | ----- | ----- | ----- | ---- | ----- |
| částka | 2 400 | 2 800 | 1 500 | 1 400 | 500  | 2 500 |